# Mallotus blumeanus
Mallotus blumeanus är en törelväxtart som beskrevs av Johannes Müller Argoviensis. Mallotus blumeanus ingår i släktet Mallotus och familjen törelväxter. Inga underarter finns listade i Catalogue of Life.